# Гадамес
Гадамес или Гадамис (на арабски: غدامس‎, берберски: ghdams / ɛadēməs, либийски арабски: ġdāməs) е оазис в западната част на Либия. Градът е разположен на около 549 км югозападно от столицата Триполи, в близост до границата с Алжир и Тунис.
Оазисът е с население от 7000 души, главно туареги. Старата част на града, обхваната от крепостни стени, е обявена за обект от световното наследство на ЮНЕСКО.

## История
Първите сведения за града са от I век пр.н.е. През VI век с помощта на византийски мисионери прониква християнството. През VII век се заселват араби и населението бързо приема исляма. Градът играе важна търговска роля в Сахара до XIX век. През 70-те години на XX век правителството строи къщи извън старата част на града. Въпреки това, голяма част от населението се връща през лятото в старата част на града, като архитектурата позволява по-добра защита от топлината.
През 1986 г. Гадамес е вписан в списъка на световното културно и природно наследство на ЮНЕСКО. Основанието за това са многоетажните кирпичени къщи и изключителното приспособяване на хората да живеят при температура от 50 °C в пустинята Сахара.